# 森下花音
森下 花音（もりした かのん、2000年5月28日 - ）は、岡山放送のアナウンサー。

## 経歴
- 千葉県市川市出身。市川市立大洲中学校、千葉県立船橋高等学校を経て、 2023年3月に千葉大学教育学部小学生コース教育心理学選修を卒業した[1][2]。
- 大学1年時には「千葉大学ミスコンテスト2019」でグランプリ、「MISS OF MISS CANPUS QUEEN CONTEST2020」で準グランプリを受賞し、2019年9月にZepp DiverCity（TOKYO）で行われた、「CAMPUS COLLECTION 2019TOKYO」にも出演した[3]。
- 2020年冬、「MERY it girl」1期生に就任した。女性向けメディア『MERY』ユーザー代表としてMERYを盛り上げる[4]。
- 2023年4月、岡山放送（OHK）にアナウンサーとして入社した[2]。
- 2023年7月から「OHK Live News」（月曜日 - 金曜日 18時9分 - 放送）の天気コーナーを担当する[5]。
- 2024年10月から、同番組の天気コーナーに加えて、木曜日と金曜日のメインキャスターを担当する[6]。
- 2023年9月から「Re:SETO」（第3土曜 午前10時25分から放送）を担当する[7]。
- 2023年から「サン讃かがわPLUS」を担当する[8]。

## 担当番組
現在の担当番組のみ太文字で記述。
- FNN Live News days - ローカルパート（不定期）
- ミルンへカモン! なんしょん? - ニュース担当（不定期）
- OHK Live - 木曜・金曜メインキャスター、月曜 - 水曜天気キャスター
- サン讃かがわPLUS（2023年10月19日 - 、毎週木曜） - （不定期）
- サザエさん×OHK瀬戸内環境キャンペーンRe:SETO（2023年9月 - 2025年3月、第4土曜）

## 受賞歴
- 2019年 - 千葉大学ミスコンテスト グランプリ[9]
- 2020年 - MISS OF MISS CAMPUS QUEEN CONTEST 準グランプリ[3]